# Кто я? (песня)
«Кто я?» — песня советской и российской рок-группы Nautilus Pompilius, тринадцатая и последняя в альбоме «Невидимка» (1985). Это первый текст (белый стих) группы, написанный Ильёй Кормильцевым. Композиция была записана на квартире у Вячеслава Бутусова или на новой портостудии Ильи Кормильцева. Весь текст, кроме припева, был озвучен Виктором «Пифой» Комаровым. В 1987 году песня вошла в первый фильм режиссёра Алексея Балабанова — «Раньше было другое время».

## История

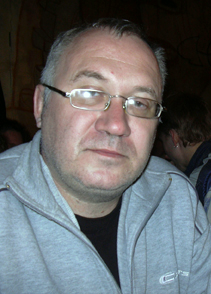
Илья Кормильцев

Белый стих «Кто я?» («Кто я? Где я?») был написан Ильёй Кормильцевым. По воспоминаниям Вячеслава Бутусова, Кормильцева всегда привлекали баллады типа Боба Дилана и раннего Дэвида Боуи. Когда Илья представил свою балладу группе, всем участникам она понравилась, но они не представляли её в виде песни. Бутусов считает, что стилистически песня передаёт дух другой свердловской рок-группы — «Урфин Джюс». По воспоминаниям некоторых участников событий, Кормильцев первоначально написал этот текст  специально для группы«Урфин Джюс». Однако, лидер «УД»  Александр Пантыкин утверждает обратное. 

Журналист Александр Кушнир охарактеризовал «Кто я?» как «шизовый прообраз психоделического „трипа“, описывавший моральный вакуум на порядок глубже большинства отечественных аналогов того времени» («Я отрезаю от себя части, леплю из них сержантов внешней разведки / Посылаю их выполнять прокладку коммуникаций / Они не возвращаются / Никогда, никогда, никогда…») и «страшную в своей безысходности песню». В итоге Бутусов сделал из текста Кормильцева песню. С этого текста началось активное сотрудничество тандема «Бутусов — Кормильцев». 
Я пытался произнести текст речитативом, но он получался таким занудным, что было решено — на нашем новом альбоме эти слова будет наговаривать клавишник «Пифа».Вячеслав Бутусов, 

## Запись

Кадр из фильма «Раньше было другое время». На переднем плане Вячеслав Бутусов, на заднем — Виктор Комаров

Существует несколько версий того, где была записана песня «Кто я?» — на квартире у Бутусова или на портостудии Кормильцева. В то время уже стояла глубокая ночь, и чтобы записать припев Бутусова, его с микрофоном Shure уложили на кровать для хорошей звукоизоляции, и для того, чтобы не разбудить соседей, накрыли двумя одеялами и матрасом. Допев строки, Вячеслав Геннадьевич выскакивал из-под конструкции почти задохнувшийся. Весь остальной текст песни «злобным голосом, пропущенным через ревербератор» «мрачно вещал» Виктор «Пифа» Комаров, временный клавишник группы.

## Выпуск и популярность
«Кто я?» была выпущена в альбоме «Невидимка», записанном в 1985, а выпущенном в 1994 году. Данная песня стала последней в альбоме и первой в творчестве Nautilus Pompilius, текст к которой написал Кормильцев.
В отличие от некоторых других песен из альбома («Последнее письмо» и «Князь тишины»), «Кто я?» обрела популярность исключительно в узких кругах. Она и другая песня из альбома под названием «Никто мне не поверит» вошла в первую профессиональную работу Алексея Балабанова «Раньше было другое время».

## Участники записи
- Виктор «Пифа» Комаров — основной вокал (голос), клавишные, ритм-бокс
- Вячеслав Бутусов — вокал, гитара
- Дмитрий Умецкий — бас-гитара
- Дмитрий Тарик, Леонид Порохня — звук[11]